# Tridenchthoniidae
Famille
Synonymes
- Dithidae Chamberlin, 1929

Les Tridenchthoniidae sont une famille de pseudoscorpions. 
Elle comporte environ 70 espèces dans 15 genres.

## Distribution
Les espèces de cette famille se rencontrent en Afrique, en Amérique, en Asie et en Océanie.

## Liste des genres
Selon Pseudoscorpions of the World (version 3.0) :
- Tridenchthoniinae Balzan, 1892
  - Compsaditha Chamberlin, 1929
  - Ditha Chamberlin, 1929
  - Dithella Chamberlin & Chamberlin, 1945
  - Haploditha Caporiacco, 1951
  - Heterolophus Tömösváry, 1884
  - Neoditha Feio, 1945
  - Tridenchthonius Balzan, 1887
  - Typhloditha Beier, 1955
  - † Chelignathus Menge, 1854
- Verrucadithinae Chamberlin, 1929
  - Anaulacodithella Beier, 1944
  - Cryptoditha Chamberlin & Chamberlin, 1945
  - Pycnodithella Beier, 1947
  - Rheodithella Dashdamirov & Judson, 2004
  - Sororoditha Chamberlin & Chamberlin, 1945
  - Verrucaditha Chamberlin, 1929
  - Verrucadithella Beier, 1931

## Publication originale
- Balzan, 1892 : Voyage de M. E. Simon au Venezuela (Décembre 1887-Avril 1888). 16e mémoire. Arachnides. Chernetes (Pseudoscorpiones). Annales de la Société Entomologique de France, vol. 60, p. 497-552 (texte intégral).